# Tridente Barroco
El Tridente Barroco (también conocido como patte d'oie) Es el cruce de tres caminos en la glorieta de Atocha (Madrid - España) que se compone del paseo de las Delicias, el paseo de Santa María de la Cabeza y la Ronda de Atocha. Estas tres calles se definen en el siglo XVIII mediante su similitud con un tridente (trivium). Su definición conforma el urbanismo del distrito de Arganzuela. 

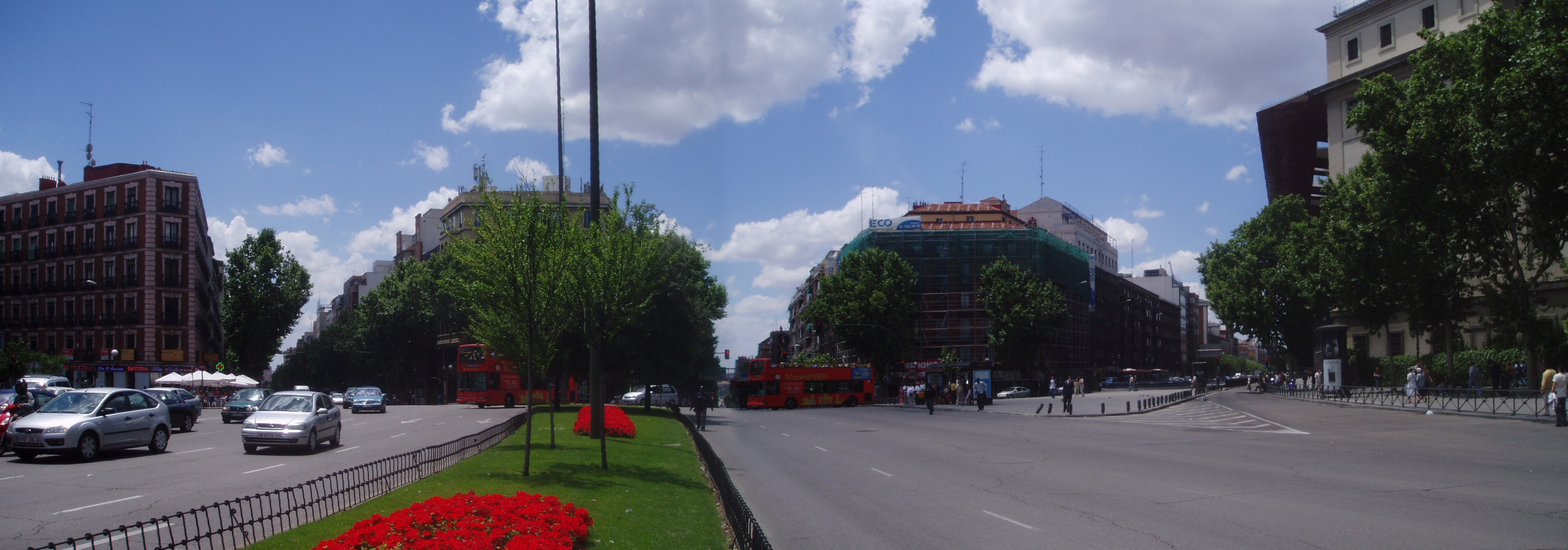
Vista desde la glorieta: del Tridente Barroco. El paseo de las Delicias (izquierda), el paseo de Santa María de la Cabeza (centro) y la Ronda de Atocha (derecha).

## Historia
El mapa de Auguste Ambroise Tardieu fechado. El concepto nace de la reforma tridentina surgida en la Piazza del Popolo céntrica de la ciudad de Roma.